# Tolmin
Tolmin – miasto w Słowenii, siedziba gminy Tolmin. W 2018 roku liczyło 3367 mieszkańców.